# 与那覇湾

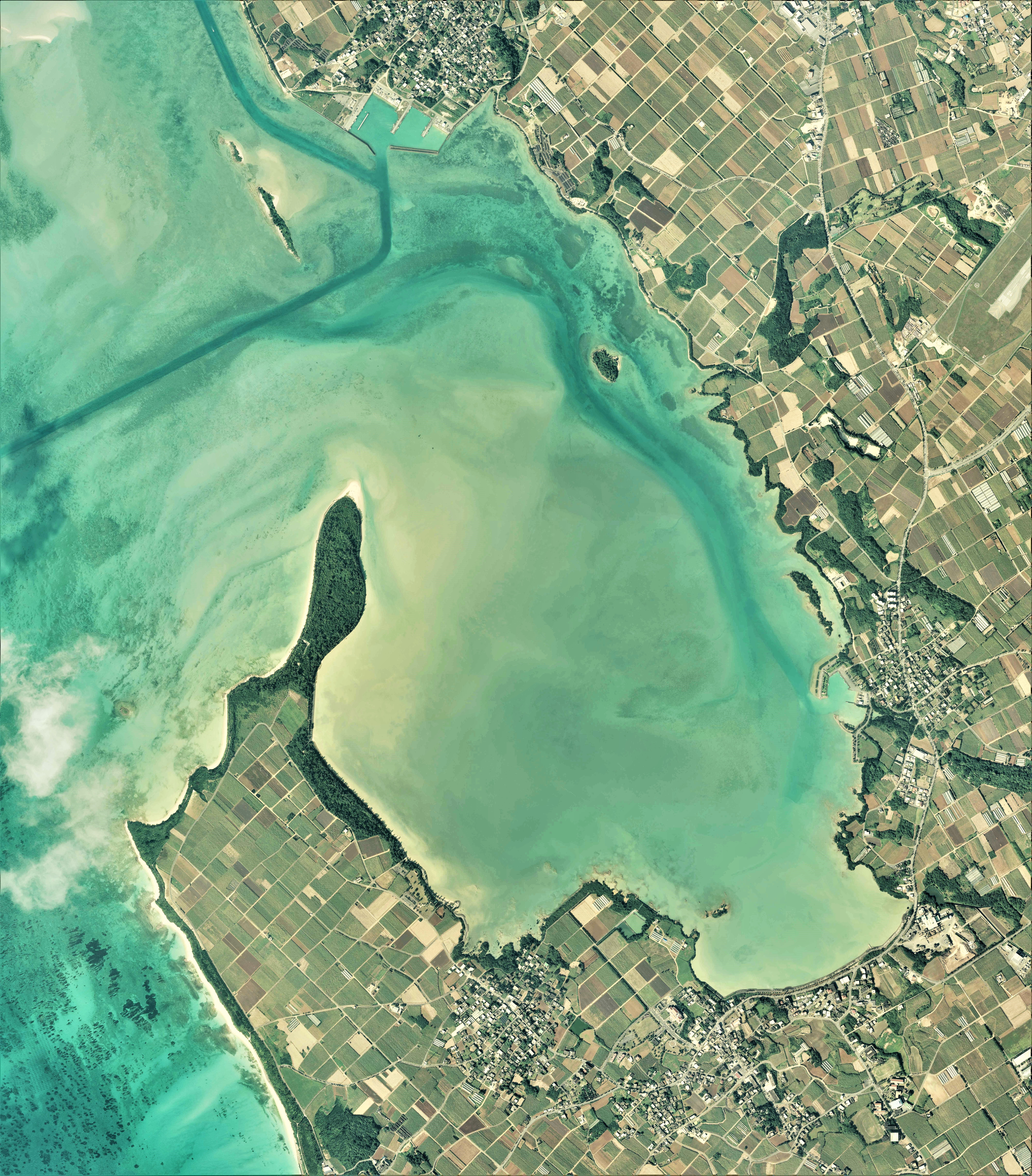
与那覇湾の空中写真（2019年1月30日撮影の17枚を合成作成）。
湾の東側を南北に船の航行する澪があり、湾内のほとんどが干潟（白く見える部分）である様子が分かる。

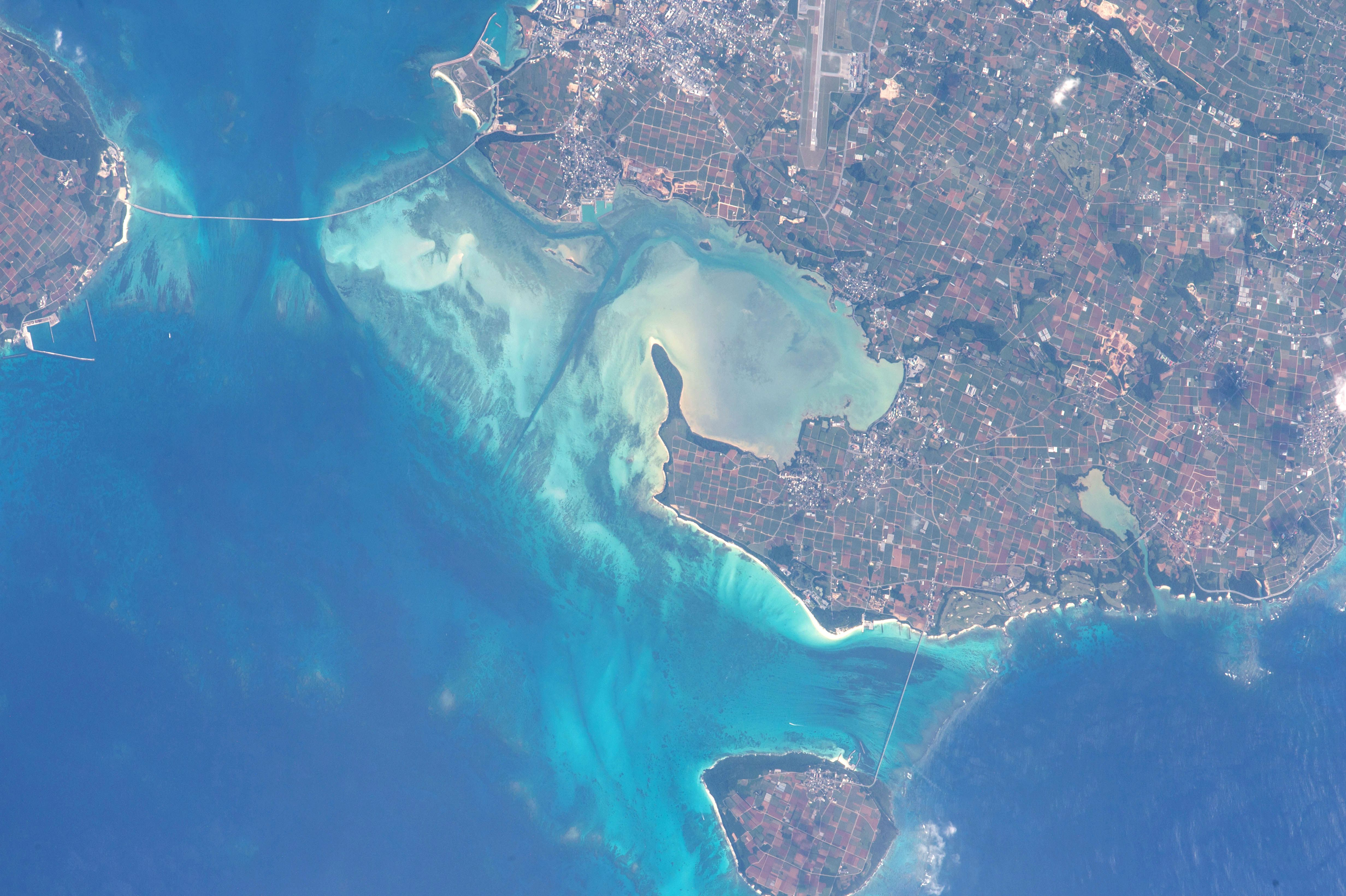
ISSから撮影した与那覇湾周辺（2015年撮影）

与那覇湾（よなはわん）は、沖縄県宮古島市の宮古島の南西部にある湾である。2012年7月3日にラムサール条約の登録湿地となった。

## 地形
北西に湾口を開き、北東側の久松地区と、南西側の下地地区に挟まれた湾で、最大水深が2mと全体に浅く、湾内は沖縄県で最大の面積を有する広大な干潟になっている。湾口の下地側には西浜崎が北に向けて突き出ている。

## 自然
湾内にはマングローブのほかにリュウキュウスガモ、ベニアマモ、シオニラなどの海草の藻場もある。湾内の干潟には、シギ・チドリ類を主とする鳥類の渡りの経由地、越冬地であり、ムナグロ、メダイチドリ、チュウシャクシギ、ダイシャクシギ、キアシシギ等の主要な渡来地になっている。また、クロツラヘラサギ（絶滅危惧IA類）、ツクシガモ、キンバト（以上、絶滅危惧IB類）、サシバ、セイタカシギ、アカアシシギ（以上、絶滅危惧II類）が確認されている。一帯には時にヘラシギ、タンチョウ、コウノトリ、タイマイ、ミヤコカナヘビなども見られる。
このため、与那覇湾及びその周辺は「与那覇湾およびその周辺」として日本の重要湿地500に選定されている。また、2011年11月1日に集団渡来地として国の鳥獣保護区（1,366ha。うち特別保護区域704ha）に指定され、要件を満たしたことから2012年7月3日にラムサール条約の登録湿地となった。

## 文化
沖縄県では旧暦3月3日の大潮に浜下り行事が行われるが、宮古島ではこの行事をサニツ（「3日」の意味）と呼ぶ。与那覇湾の下地側の浜では、この行事が盛大に行われていたことから、通称サニツ浜と呼ばれる。
サニツ浜にはサニツ浜ふれあい広場が整備され、サニツにはこの浜で宮古馬の競走が行われた伝統があることから、宮古馬を象った巨大なモニュメントが建てられている。
1991年（平成3年）からは、サニツをイベント化したサニツ浜カーニバルが開催されていた。しかし、新型コロナウイルスの影響で2019年の第29回大会から中止が続き、2022年6月24日に開催された実行委員会総会で廃止が決定された。